# Brüchte
Brüchte, auch Brüchten oder Brüchtengeld, waren im Mittelalter und der frühen Neuzeit von der niederen Gerichtsbarkeit für kleinere Vergehen verhängte Strafgelder oder Naturalabgaben.
Die von den Hofesgerichten verhängten Bußgelder waren eine beliebte Einnahmequelle der Gutsverwaltung, aber auch von  Klostergütern, wie z. B. der Chorherren des Klosters Cappenberg, mit denen auch Feste und Einrichtungen der Allmende finanziert wurden. Der Begriff Brüchte war vor allem im Rheinland und in Westfalen verbreitet.
Das Wort kommt von brôke, Bröke (ndd.) = „(Rechts-)Bruch“, „(Das Recht) brechen“. Es entstammt dem gleichen Wortstamm wie die heutigen Worte „Verbrechen“, „etwas verbrochen haben“.

## Einzelnachweis
1. ↑  Brüchte. In: Preußische Akademie der Wissenschaften (Hrsg.): Deutsches Rechtswörterbuch. Band 2, Heft 4 (bearbeitet von Eberhard von Künßberg). Hermann Böhlaus Nachfolger, Weimar (adw.uni-heidelberg.de –   Erscheinungsdatum 1932 oder 1933).